# Anaspis nigriventris
Anaspis nigriventris es una especie de coleóptero de la familia Scraptiidae.

## Distribución geográfica
Habita en Asia Menor.